# Frankie E. Harris Wassom
Frankie E. Harris Wassom (1850-1933) foi uma escritora e educadora norte-americana. É considerada uma pioneira na produção literária feminina negra dos Estados Unidos.

## Início da vida
Frankie Emma Harris nasceu em Monroe, Michigan, e foi criada em Oberlin, Ohio. Era a filha de Beverly Harris e Rebecca E. Oeste Harris. Seus pais estiveram envolvidos nas atividades do Underground Railroad antes de Emancipação. Frankie E. Harris frequentou a Faculdade de Oberlin, como suas irmãs mais velhas, onde estudou música e artes plásticas. Formou-se em 1870.

## Carreira
Frankie E. Harris ensinou numa escola na Virgínia, depois da faculdade. Ela tornou-se diretora da escola de Knoxville, Tennessee , em 1871. Em 1874, ela aceitou um cargo como professora no Mississippi, mas ficou apenas um ano. Depois que se casou, Frankie E. Harris Wassom continuou lecionando e escreveu poesia para jornais em Goldsboro, Carolina do Norte.
Ela ensinou aspirantes a professores na Escola Normal de Goldsboro e foi representante na Colored Teachers Council de Wayne County. Em 1893, ela voltou a lecionar em Knoxville. Em 1907, ela foi lecionar no Instituto Lincoln no Kansas. Em 1916, ela foi diretora de uma escola em Odessa, no estado de Missouri. No agregado, ela lecionou por 54 anos.
Em 1886, seu primeiro livro de poemas foi publicado. Ela expôs seu trabalho no mesmo ano na North Carolina State Colored Industrial Fair e uma canção que ela escreveu "Coming to the Fair" foi interpretada no evento.

## Vida pessoal
Frankie E. Harris casou-se Coronel George T. Wassom, um advogado e político, em 1874. Eles tiveram duas filhas, Pearl e Mabel. F. E. H. Wassom. Frankie E. Harris Wassom morreu na Carolina do Norte, em 1933, com idade de 83 anos.
Sua irmã Elizabeth foi a esposa de James E. O'Hara, um advogado e deputado da Carolina do Norte.